# Horace Silver Trio, Vol. 2
| Recensione | Giudizio |
| ---------- | -------- |
| AllMusic   | [ 1 ]    |

Horace Silver Trio, Vol. 2 è il secondo album discografico a nome della Horace Silver Trio, pubblicato dalla casa discografica Blue Note Records nel giugno del 1954.

## Tracce

### LP
Lato A
1. How About You? – 3:40 (Ralph Freed, Burton Lane)
2. I Remember You – 3:52 (Johnny Mercer, Victor Schertzinger)
3. Silverware – 2:34 (Horace Silver)
4. Message from Kenya – 4:33 (Art Blakey)

Lato B
1. Opus De Funk – 3:25 (Horace Silver)
2. Nothing but the Soul – 4:07 (Art Blakey)
3. Buhaina – 3:04 (Horace Silver)
4. Day in Day Out – 3:00 (Johnny Mercer, Rube Bloom)

## Musicisti
How About You / I Remember You / Silverware / Opus De Funk / Buhaina / Day in Day Out
- Horace Silver – pianoforte
- Percy Heath – contrabbasso
- Art Blakey – batteria

Message from Kenya
- Art Blakey – batteria
- Sabu Martinez – congas, bongos

Nothing But the Soul
- Art Blakey – batteria (solo)[4]

Note aggiuntive
- Alfred Lion – produttore
- Registrazioni effettuate il 23 novembre 1953 al WOR Studios di New York City, New York
- Doug Hawkins – ingegnere delle registrazioni
- Francis Wolff – fotografia copertina album[3]